# Мара Шопова
Мара Делчева Шопова е българска театрална и филмова актриса.

## Биография
Родена е на 1 октомври 1894 г. в Хасково в семейството на Делчо Митев. Тя е майка на актьора Наум Шопов. Завършва основно образование в родния си град. На 27 юли 1920 г. се премества да живее в Стара Загора. Там става артистка в драматичната трупа От 1921 до 1931 г. е член на театралната комисия на дружество „Театър“. През 1923 г. е сред основателите на театралното дружество „Васил Налбуров“. Участва в редица пиеси като „Тауфин“, „Прокурорът Халеле“, „Хин“, „Край мътния поток“ на П. Керемекчиев, „Глупакът“ от Хенри Филдинг, „Свекърва“ на Антон Страшимиров, „Майстори“ на Рачо Стоянов и други. По-късно работи временно като библиотекар в Стара Загора. Умира на 20 март 1980 г. в Стара Загора.